# 李恊
李恊（810年代？—836年5月11日），唐朝皇子，是唐宪宗李纯第十四子，生母不详。
从其兄唐宣宗李忱生年推断，当在810年后。长庆元年（821年），李恊被兄长唐穆宗封为淄王，开成元年（836年）四月廿二，李恊去世。李恊长子李浣，太和八年八月封许昌郡王。第三子李涣，冯翊郡王。